# Korthalsella dacrydii
Korthalsella dacrydii är en sandelträdsväxtart som först beskrevs av Ridley, och fick sitt nu gällande namn av Danser. Korthalsella dacrydii ingår i släktet Korthalsella och familjen sandelträdsväxter. Inga underarter finns listade i Catalogue of Life.